# Organisationale Devianz
Der Begriff Organisationale Devianz wird in der Kriminologie und der Soziologie in Abgrenzung zu individueller Devianz verwendet. Organisationale Devianz beinhaltet die Anwendung von regelwidrigen oder illegalen Mitteln in und von Organisationen. Individuelle Devianz bezieht sich im Gegensatz dazu auf Einzeltaten, mit denen Akteure versehentlich, fahrlässig oder gezielt von den internen Regeln der Organisation oder von externen Regeln wie Gesetzen abweichen. Bei der organisationalen Devianz sind Regelverstöße also vorrangig am Nutzen der Organisation und Vorteilnahmen des Personals an den Anreizsystemen der Organisation orientiert.